# Домінго Васкес
Домінго Васкес (ісп. Domingo Vásquez; 1846–1909) — президент Гондурасу з 7 серпня 1893 до 22 лютого 1894 року. Втратив владу в результаті поразки у війні з Нікарагуа.